# Boris Möller
Boris Fredrik Gotthard Möller, född 24 augusti 1879 i Stockholm, död 13 november 1963, var en svensk militär. Han var major i svenska armén och överste i kejserliga persiska gendarmeriet.

## Biografi
Möller var son till generalkonsul Fredrik Möller och Aline Lamby. Han avlade studentexamen i Stockholm 1900 och officersexamen 1903. Möller tjänstgjorde vid Göta livgarde (I 2) 1904-1905, vid Svea ingenjörkår (Ing 1) 1905-1907 och vid Fälttelegrafkåren 1907-1908.
Han genomgick fältsignalkurs  i Karlskrona 1908 och blev samma år diplomerad fältballongförare. Möller var därefter instruktör vid kejserliga persiska gendarmeriet 1912-1915, chef för andra gendarmeriregementet 1914-1915 och utnämndes till överste 1915. Efter återkomsten till Sverige blev han kapten vid Hallands regemente (I 16) 1919 och befordrades till major 1929. Möller var därefter adjutant vid I. arméfördelningensstaben 1918-1922 och tjänstgjorde i generalstaben 1922-1930. Han var sekreterare i Kungliga Automobilklubbens södra avdelning från 1930.
Möller gifte sig 1916 med Lilly Håkanson (1895–1957), som var dotter till praktiserande läkaren Wilhelm Håkanson och Elisabeth Henckel. Makarna Möller var föräldrar till officerarna Wolmar Boris-Möller (född 1918) och Carl-Gösta Boris-Möller (1920–1985). Den senare blev far till Jan Boris-Möller. Möller gravsattes den 24 november 1963 på Brunnby kyrkogård i Höganäs kommun.

## Utmärkelser[1]
- Riddare av Svärdsorden (RSO)
- Medaljen För tapperhet i fält i guld (GMtf) 1914
- Kungl. Sällskapet Pro Patrias guldmedalj (ProPGM)
- Hallands skytteförbunds guldmedalj (Hall. sfbGM) 1906
- Iranska Lejon- och Solorden av 3:e klass (IranLSO3kl)
- Officer av Brittiska imperieorden (OffStbEmpO)
- Officer av Franska Svarta stjärnorden (OffFrSvSO)
- Riddare av Danska Dannebrogsorden (RDDO)
- Riddare av 1. klass av Finlands Vita Ros’ orden (RFinlVRO1kl)
- Riddare av Italienska Sankt Mauritius och Sankt Lazarusorden (RItS:tMLO)
- Riddare av 1. klass av Norska Sankt Olavsorden (RNS:tOO1kl)
- Officer av 1. klass av Iranska de l'Instruction publique (OffIrandel'Ip1kl)
- Iransk guldmedalj för tapperhet i fält (IranGMtf)
- Preussiska Röda Korsets medalj av 3:e klass (PrRKM3kl)
- Hederssabel från Shahen av Persien